# Наглюк Роман Миколайович
Рома́н Микола́йович Наглю́к (14 березня 1986 — 4 серпня 2014) — майор (посмертно) Збройних сил України, командир танкового батальйону, учасник російсько-української війни.

## Життєпис
Народився 1986 року в селі Ходорівці (Кам'янець-Подільський район, Хмельницька область). 2001 року закінчив 9 класів ЗОШ села Ходорівці, у 2003 році — Кам'янець-Подільський ліцей з посиленою військово-фізичною підготовкою, 2007-го — Харківський інститут танкових військ iм. Верховноі Ради.
У Чернівцях проходив службу в 300-му полку. 2013 року переведений у 24-ту окрему механізовану бригаду, Яворів.
14 березня 2014 року направлений на російсько-український фронт. З 30 травня перебував безпосередньо на передовій.
Заступник командира роти з озброєння, 24-та механізована бригада. 25 травня його 3-тя рота знаходилася біля села Оріхове Старобільського району, згодом — у Красному Лимані. Блокпост забезпечував підхід десантників до взяття панівної висоти в селі Закітне.
4 серпня 2014-го загинув на Луганщині під час нічного обстрілу з РСЗВ «Град» біля села Волнухине Лутугинського району. Осколок снаряду пробив БМП, в якому капітан Наглюк перебував без бронежилета, і влучив у серце. Тоді ж загинув старший прапорщик Олег Реготун.
Вдома залишилися батьки, дружина Юлія та донька Анна — 2014 року пішла в 1-й клас. Похований в Ходорівцях.

## Нагороди та вшанування
За особисту мужність і героїзм, виявлені у захисті державного суверенітету та територіальної цілісності України, вірність військовій присязі під час російсько-української війни нагороджений
- орденом Богдана Хмельницького III ступеня (посмертно).
- його портрет розміщений на меморіалі «Стіна пам'яті полеглих за Україну» у Києві: секція 2, ряд 4, місце 20.
- присвоєно звання «Почесний громадянин міста Кам'янця-Подільського» (посмертно; рішення № 109/93).
- почесний громадянин Кам'янець-Подільського району (посмертно; рішення 27-ї сесії Кам'янець-Подільського району від 11.09.2014 року).
- квітнем 2017 року в Кам'янці на калиновій алеї Слави біля соціально-економічного коледжу відкрито Меморіальний знак на честь Романа Наглюка[2].
- 4 листопада 2014 року в селі Ходорівці на фасаді будівлі ЗОШ йому відкрито меморіальну дошку.
- його ім'я згадується 4 серпня на щоденному ранковому церемоніалі вшанування захисників України, які загинули цього дня в різні роки внаслідок російської збройної агресії на Сході України.[3]